# Старая ратуша (Мёдлинг)
Старая ратуша (нем. Altes Rathaus) Мёдлинга — старинный особняк на площади Schrannenplatz. Сегодня используется как загс. Памятник архитектуры Австрии.

## История
Основа строения датируется еще XIV и XV веками. В XVII веке оно было расширено. Подвергалось реконструкции около 1700 года и в первой трети XIX века. Дендрологическая датировка стропильной системы относит ее к 1669 году.
Слово Schranne в австрийском немецком означало здание или площадь для суда, т. е. изначально это было помещение местного суда. Название площади (Schrannenplatz) перед строением сохранилось неизменным.

## Архитектура
Старая ратуша двухэтажная, имеет крутую крышу с трапециевидными восточным и западным скатами и треугольным южным. На северной стороне вместо четвертого ската находится башенка, построенная в 1548 году. Ее сложный луковичный купол с колокольней добавлен в 1747, сам же колокол отлит еще в 1684 году.
Фасад имеет нерегулярно расположенные оконные проемы, украшен каменными блоками по углам здания и карнизами. Примечательная трехарочная лоджия на втором этаже изначально содержала пять арок, но две из них были замурованы во время реконструкции XIX века. При реновации 1968 года некоторые позднесредневековые элементы были специально оставлены открытыми. На фасаде также имеется изображение архангела Михаила, датируемое XVI веком и отреставрированное в 1988 году, и мемориальная доска в честь бургомистра Якоба Тома.
Первый этаж частично состоит из сводов XIV — начала XV веков, частично из построенных в первой половине XVI века. Позднеготический входной портал ранее имел железные двери, которые теперь выставлены в музее округа. На втором этаже расположен главный зал, расширенный в 1900 году и отреставрированный в 1988. В подвале находятся бывшие камеры для арестантов.